# Michel Chrestien (personnage)
Pour l’article ayant un titre homophone, voir Michel Chrestien.
Michel Chrestien est un personnage de La Comédie humaine d’Honoré de Balzac. Il fait partie du « bocal aux grands hommes », le Cénacle, rue des Quatre-Vents, où se retrouvent des intellectuels intègres. Républicain fédéraliste, il est l'ami de Joseph Bridau. Il devient un grand homme d'État discret, dont l'action restera inconnue.

## Résumé de sa vie
- En 1819, dans La Rabouilleuse, il est invité chez la mère de Joseph Bridau qui fête l'arrivée de son fils, Philippe, de retour du Texas. Il sert de modèle à Joseph pour un tableau de sénateur romain.
- En 1822, dans Illusions perdues, il se bat en duel avec Lucien de Rubempré pour défendre l'honneur de Daniel d'Arthez que Lucien a injustement attaqué dans un journal, alors même que d'Arthez est son ami.
- En 1830, dans Les Secrets de la princesse de Cadignan, pendant les journées de juillet, par amour pour la duchesse Diane de Maufrigneuse, il sauve la vie du duc de Maufrigneuse.
- Le 6 juin 1832, dans Illusions perdues, il est tué au cloître Saint-Merry, lors de l'insurrection républicaine. Sur la violences à l’encontre des femmes, il rapporte cette discussion sur une conception de l’amitié (entre hommes) « qui ne recule pas devant la complicité » : « Nous ne reculons devant rien, répondit Michel Chrestien. Si tu avais le malheur de tuer ta maîtresse, je t’aiderais à cacher ton crime et pourrais t’estimer encore. […] L’amitié pardonne l’erreur, le mouvement irréfléchi de la passion. »